# Просвет (элемент погона)

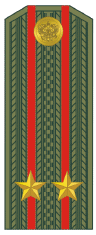
Красные полоски — это просветы

Жёлтые полоски — это просветы (на ж.-д. петлицах)

Просве́т — элемент некоторых знаков различия и отличия.
Просветы присутствуют (присутствовали) на шарфах, орденских (медальных) лентах, петлицах и погонах формы одежды военнослужащих Имперского, Федерального и Советского периодов России и сотрудников правоохранительных органов, а также в государствах СНГ. Представляет собой прямую полоску различной ширины, на погоне — примерно 0,3 см, проходящую по всей длине погона или петлицы, сверху вниз (в петлице — поперёк). Цвет просвета меняется с родом войск (сил), ранее — родом оружия или видом (типом) формирования. Также просветами иногда ошибочно называют лычки. В железнодорожной форме просветы на петлицах носились с 1955 по 1963 годы и с 1973 года по 1994 годы. На УкрЖД просветы используются на погонах вместо лычек.

## История

### Происхождение
Термин «просвет» происходит из технологии изготовления многоцветных шарфов, орденских лент, позже — офицерского погона. При изготовлении офицерского погона первоначально брался солдатский погон и на него нашивали две полоски галуна с оставлением выпушки. Но нашивались они не вплотную друг к другу, а таким образом, чтобы оставалась небольшая цветная полоска (просвет), таким образом, солдатский погон как бы просвечивает снизу из-под нашитого галуна, покрывающего почти всё поле погона. В настоящее время на погоны иногда нашивается один сплошной широкий галун (в парадном варианте), по центру (когда один просвет) прошивается строчка нитками.
Технология изготовления просвета путём нашивания на погонную основу галуна существовала в России до 16 декабря 1917 года, когда погоны как знаки различия были упразднены. Ещё раньше, 20 октября 1914 года, для действующей армии были введены полевые погоны, на которых просвет представлял собой тёмно-коричневую или тёмно-жёлтую молескиновую полоску, нашиваемую прямо на «тело» погона. Советские погоны, появившиеся в начале 1943 года, изготавливались уже по другой технологии — в них просвет представлял одно целое с погоном.
В 1986 году впервые в истории русских офицерских погон появились вшивные погоны без просветов (полевая форма-«афганка»), где воинские звания отличались друг от друга только количеством и размером звёздочек на них.

### Даты
- 1854 год — погоны становятся знаком различия чинов, на офицерских погонах появляется просвет.

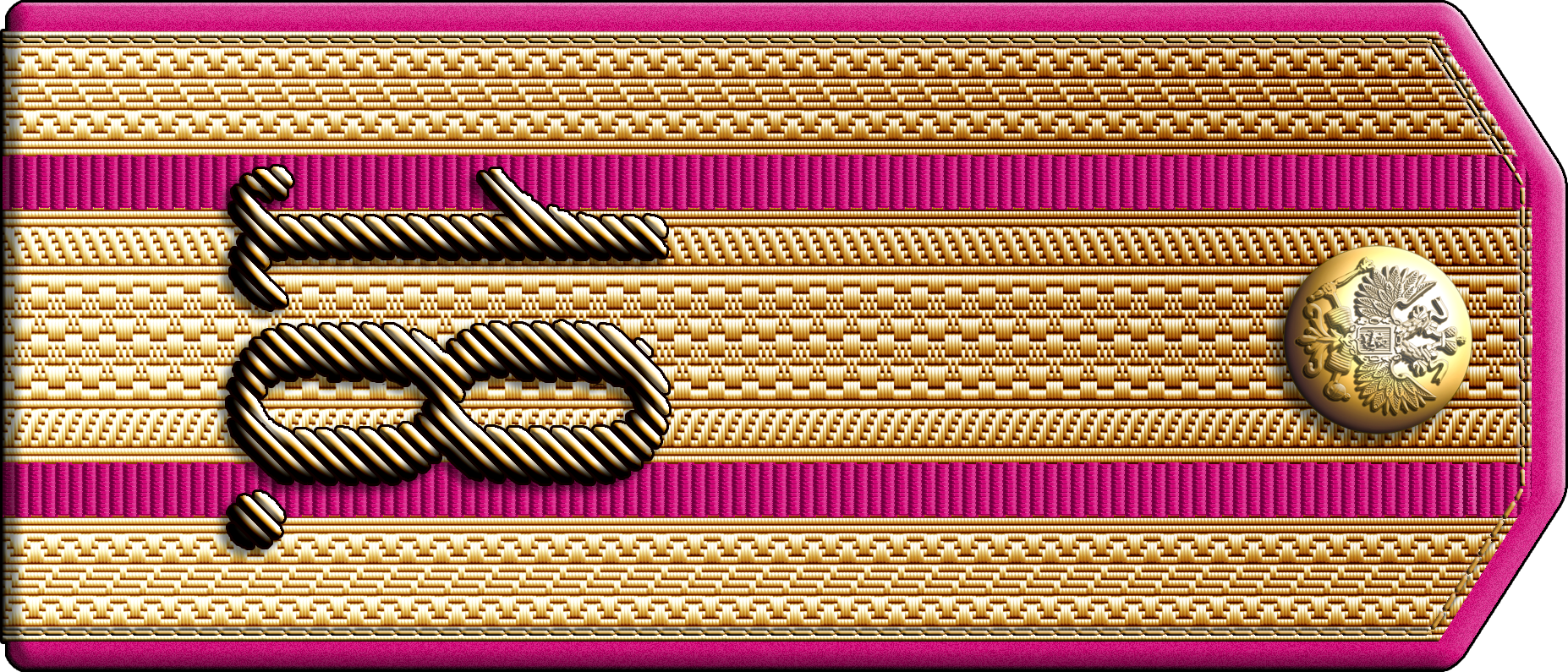
Малиновые просветы

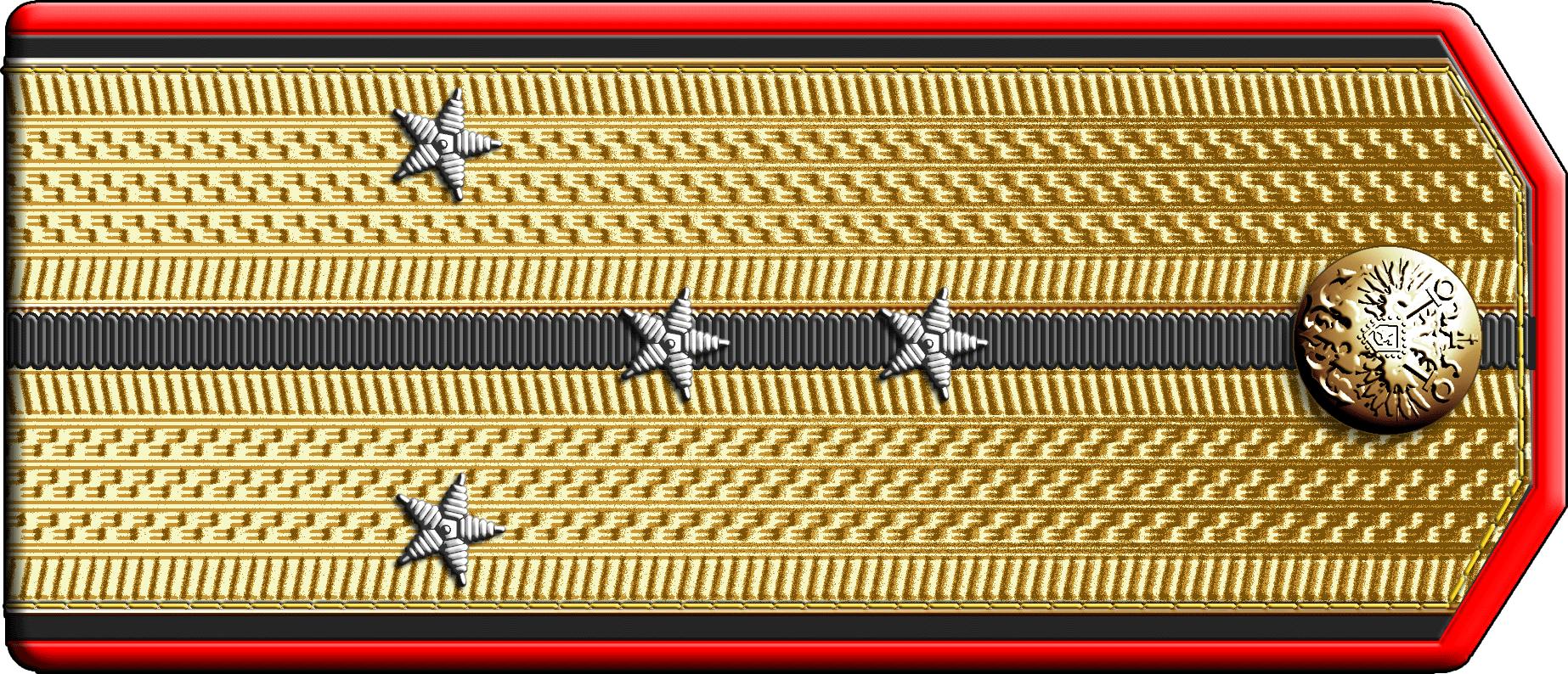
Чёрный просвет

### Цвета просветов на погонах Русских гвардии, армии, флота и других формирований, в 1874—1917 годах
Цвета просветов на погонах Русских гвардии, армии, флота и других формирований Вооружённых сил России, в 1874—1917 годах:
- красные — вся гвардейская пехота, 1-й и 2-й пехотный полки в дивизии, артиллерия, инженерные войска, Гвардейский экипаж, Жандармский полуэскадрон;
- синие — 3-й и 4-й полки в дивизии, Отдельный корпус жандармов;
- жёлтые — гренадерские полки;
- малиновые — стрелковые полки;
- чёрные — Генеральный штаб, Корабельный офицерский состав ВМФ;
- тёмно-коричневые — общий цвет просвета для полевых погон образца октября 1914 года;
- Просветы на кавалерийских погонах имели разнообразную расцветку, которая регламентировалась традициями полка, а не его подчиненностью;
- оранжевый — полиция;
- казаки имели сложную систему комбинации цветов просветов и опушки, в зависимости от казачьего войска.

### Цвета просветов на форменной одежде в ВС СССР в 1950—1970-х годах
Цвета просветов на форменной одежде в ВС СССР в 1950—1970-х годах:
- красные — общевойсковые и милиция, береговые войска ВМФ, ВДВ (1945-63);
- малиновые — стрелковые войска, мотострелковые войска, административная служба, медицинская и ветеринарная служба, юстиция (в 1969-80);
- тёмно-зелёные — медицинская служба (для лиц без военного образования, до 1969);
- ярко-зелёные — пограничные войска;
- васильковые — военнослужащие КГБ СССР (кроме органов военной контрразведки);
- синие — кавалерия (до 1958);
- голубые — авиация и (1943-45, с 1963) ВДВ;
- чёрные — ВМФ (для парадной одежды) и (до 1971) для технических видов войск;
- краповые — внутренние войска;
- жёлтые — ВМФ (для повседневной одежды).

## Цвета просветов на форменной одежде в ведомствах России
В России и СССР два просвета имели погоны старших офицеров (штаб-офицеры), а один просвет — младших офицеров (обер-офицеры). Погоны генералов просветов не имеют, не имеют их также погоны прапорщиков и мичманов, нижестоящих чинов.
| цвет на просветах | цвет на просветах |
| ----------------- | --- |
| Васильковый       | ФСБ России (кроме ПС); ФСО России; ГУСП. |
| Синий (голубой)   | ГУ ГШ Минобороны России, ГРУ имеет право носить любую форму и знаки различия ВС России; ССО ВС России; ВДВ; ВКС; Морская авиация; МВД России (только юстиция); Министерство юстиции Российской Федерации; Классные чины ведомств России: - Минтранс; - Ростехнадзор; - Ространснадзор. |
| Красный           | Общевойсковые войска; Береговые войска; Полиция России; Следственный Комитет Российской Федерации; Классные чины ведомств России: - Росавтодор; - Роспотребнадзор; - ФНС России. |
| Зелёный           | ПС ФСБ России; Прокуратура Российской Федерации; Федеральная таможенная служба; Классные чины ведомств России: - Росприроднадзор; - Россельхознадзор. |
| Чёрный            | Военно-морской флот. |
| Белый             | Военно-морской флот; Гражданские государственные служащие Минобороны России. |
| Желтый            | Военно-морской флот; Федеральная таможенная служба. |
| Краповый          | Росгвардия; ФСИН России. |
| Оранжевый         | МЧС России. |

На синих погонах формы МЧС России в данный момент просветы имеют красный цвет.